# 卡阿比·埃爾-亞什魯圖·穆罕默德
卡阿比·埃爾-亞什魯圖·穆罕默德（法語：Caabi El-Yachroutu Mohamed，1948年—）是葛摩政治家，他曾經在2002年6月至2006年2月27日擔任副總統一職。之後他為了參加葛摩總統大選辭去工會主席，但是在第一輪選舉中就被淘汰出局。